# Красный Луч (Шахтёрский район)
Красный Луч (укр. Красний Луч) — село на Украине, находится в Шахтёрском районе Донецкой области. Под контролем самопровозглашённой Донецкой Народной Республики.

## География
В Донецкой области имеется одноимённый населённый пункт — село Красный Луч в Амвросиевском районе.

#### Соседние населённые пункты по странам света
С: Петропавловка
СЗ: Орлово-Ивановка
СВ: Рассыпное (село)
З: Стожковское
В: Рассыпное (посёлок)
ЮЗ: Стожково
ЮВ: Балочное, Ровное, Пелагеевка
Ю: Московское, Контарное, город Шахтёрск

## Население
Население по переписи 2001 года составляло 166 человек.

## Общие сведения
Код КОАТУУ — 1425286702. Почтовый индекс — 86240. Телефонный код — 6255.

## Адрес местного совета
86230, Донецкая область, Шахтёрский р-н, с.Петропавловка

## Топографические карты
- Лист карты M-37-138 Красный Луч. Масштаб: 1 : 100 000. Состояние местности на 1982 год. Издание 1985 г.